# Physothorax bidentulus
Physothorax bidentulus is een vliesvleugelig insect uit de familie Torymidae. De wetenschappelijke naam is voor het eerst geldig gepubliceerd in 1969 door Burks.